# Papuapsylla magna
Papuapsylla magna är en loppart som beskrevs av Mardon 1976. Papuapsylla magna ingår i släktet Papuapsylla och familjen Stivaliidae. Inga underarter finns listade i Catalogue of Life.